# 悪夢探偵
『悪夢探偵』（あくむたんてい）は塚本晋也の小説。続編に『悪夢探偵2 怖がる女』（あくむたんていツー こわがるおんな）がある。両作品ともに松田龍平主演で映画化された。
他人の夢の中に入れる特殊な能力を持った主人公“悪夢探偵”が、ヒロインの女刑事と共に謎めいた殺人事件の謎に迫るサスペンス作品である。

## あらすじ
悪夢探偵
現場勤めになったばかりの女刑事・慶子は謎めいた事件を担当する。夢を見ながら死んだようだという証言と、死者たちが死ぬ間際に「0（ゼロ）」という謎の人物と話したことを示す携帯電話の発信記録から、事件を解く鍵は夢にあると推測。他人の夢の中に入れる能力を持つ悪夢探偵の存在を知った慶子は、彼に協力を求める。
悪夢探偵2 怖がる女
悪夢探偵こと京一の新たな依頼者は、悪夢で眠れない女子高生・雪絵だった。
異常な程に怖がりな同級生・菊川を体育館に閉じ込めたら、その日から不登校となり、更に悪夢に現れるようになったというのだ。雪絵を突き放す京一だったが、すぐに彼女の周りに事件が起き始める。京一の母・逸子は、世の中の総てを怖がるようになり、幼い彼を残して自殺した。「恐がる女」菊川からあの時の母の思いを知ろうと、悪夢探偵は雪絵の悪夢に潜入する。

## 登場人物
影沼京一
本作の主人公。他人の夢に入る特殊能力を持つ。
霧島慶子
女刑事。最近、現場勤めになったばかり。ある事件をきっかけに、悪夢探偵の存在を知り、彼に協力を求める。

## 映画

### 映画第1作
2007年1月13日公開。塚本晋也監督の10作品目。主演は松田龍平、hitomi。hitomiは本作が映画初出演。

#### キャスト（第1作）
- 影沼京一：松田龍平
- 霧島慶子：hitomi
- 若宮刑事：安藤政信
- パンク少女：猪俣ユキ
- 肥枝田：村木仁
- 肥枝田の妻：ふせえり
- 関谷刑事：大杉漣
- 0（ゼロ）：塚本晋也
- 大石恵三：原田芳雄

#### スタッフ（第1作）
- 製作：ムービーアイ・エンタテインメント/海獣シアター/I&S BBDO
- 監督/脚本/撮影/美術監督/編集/プロデューサー/出演：塚本晋也
- プロデューサー：塚本晋也/川原伸一/武部由実子
- エグゼティブ・プロデューサー：牛山祐二
- 脚本：塚本晋也/黒木久勝
- 撮影：塚本晋也/志田貴之
- 助監督：川原伸一/黒木久勝/林啓史/吉田光希/杉岡大輝
- 特殊メイク：織田尚
- VE：矢部光宏
- 照明：吉田恵輔
- 撮影助手：鈴木周一郎
- VE助手：瀧祐介
- 音楽：石川忠
- 録音：加藤大和

#### 主題歌
- フジファブリック「蒼い鳥」 東芝EMI

### 映画第2作
『悪夢探偵2』のタイトルで2008年12月20日公開。塚本晋也監督の11作品目。主演は前作に引き続き松田龍平が務める。塚本作品では初の完全な続編となっている。（鉄男2は主演は同じだがストーリーは前作と無関係）

#### キャスト（第2作）
- 影沼京一／悪夢探偵：松田龍平
- 間城雪絵：三浦由衣
- 菊川夕子：韓英恵
- アキ子：松嶋初音
- 睦美：安藤輪子
- 間城貴理子：内田春菊
- 菊川哲治：北見敏之
- 影沼滝夫：光石研
- 影沼逸子：市川実和子

#### スタッフ（第2作）
- 製作：ムービーアイ・エンタテインメント/海獣シアター
- 監督：塚本晋也
- プロデューサー：塚本晋也、川原伸一、小出健、武部由実子
- エグゼクティブプロデューサー：唯敷和彦
- 原作：塚本晋也『悪夢探偵2 怖がる女』（角川文庫）
- 脚本：塚本晋也、黒木久勝
- 撮影：塚本晋也、志田貴之
- 特殊メイク：織田尚
- 編集：塚本晋也、安倍雄治
- 音楽：石川忠、川原伸一
- VE：矢部光宏
- 音響効果：北田雅也
- 照明：坂本あゆみ
- 録音：加藤大和
- 助監督：黒木久勝、林啓史
- 助成：文化庁